# Paul Hunter Classic
Paul Hunter Classic (dawniej Grand Prix Fürth i Fürth German Open) – nierankingowy turniej snookerowy rozgrywany w Fürth w Niemczech. Po raz pierwszy odbył się w roku 2004 jako Grand Prix Fürth, a od roku 2005 odbywał się pod nazwą Fürth German Open. W roku 2007 turniej został przemianowany na Paul Hunter Classics, ku pamięci zmarłego w październiku 2006 Paula Huntera, zawodowego snookerzysty w latach 1995–2006, jedynego zwycięzcy Grand Prix Fürth w 2004 roku.
W latach 2010-2015 Paul Hunter Classic stanowił jeden z turniejów należących do Players Tour Championship.
W latach 2016-2018 Paul Hunter Classic miał status turnieju rankingowego.
Od sezonu 2019/2020 Paul Hunter Classic ma status turnieju nierankingowego.
Barry Pinches był pierwszym graczem, który wygrał turniej pod nową nazwą, pokonując w finale Kena Doherty’ego 4:0.

## Wyniki finałów
| Rok                                       | Zwycięzca                 | Przeciwnik                | Wynik                     | Sezon                     |
| Grand Prix Fürth (pro-am)                 | Grand Prix Fürth (pro-am) | Grand Prix Fürth (pro-am) | Grand Prix Fürth (pro-am) | Grand Prix Fürth (pro-am) |
| ----------------------------------------- | ------------------------- | ------------------------- | ------------------------- | ------------------------- |
| 2004                                      | Paul Hunter               | Matthew Stevens           | 4–2                       | 2004/05                   |
| Fürth German Open (pro-am)                |                           |                           |                           |                           |
| 2005                                      | Mark King                 | Michael Holt              | 4–2                       | 2005/06                   |
| 2006                                      | Michael Holt              | Barry Hawkins             | 4–2                       | 2006/07                   |
| Paul Hunter Classic (pro-am)              |                           |                           |                           |                           |
| 2007                                      | Barry Pinches             | Ken Doherty               | 4–0                       | 2007/08                   |
| 2008                                      | Shaun Murphy              | Mark Selby                | 4–0                       | 2008/09                   |
| 2009                                      | Shaun Murphy              | Jimmy White               | 4–0                       | 2009/10                   |
| Paul Hunter Classic (mniejszy-rankingowy) |                           |                           |                           |                           |
| 2010                                      | Judd Trump                | Anthony Hamilton          | 4–3                       | 2010/11                   |
| 2011                                      | Mark Selby                | Mark Davis                | 4–0                       | 2011/12                   |
| 2012                                      | Mark Selby                | Joe Swail                 | 4–1                       | 2012/13                   |
| 2013                                      | Ronnie O’Sullivan         | Gerard Greene             | 4–0                       | 2013/14                   |
| 2014                                      | Mark Allen                | Judd Trump                | 4–2                       | 2014/15                   |
| 2015                                      | Allister Carter           | Shaun Murphy              | 4–3                       | 2015/16                   |
| Paul Hunter Classic (rankingowy)          |                           |                           |                           |                           |
| 2016                                      | Mark Selby                | Tom Ford                  | 4–2                       | 2016/17                   |
| 2017                                      | Michael White             | Shaun Murphy              | 4–2                       | 2017/18                   |
| 2018                                      | Kyren Wilson              | Peter Ebdon               | 4–2                       | 2018/19                   |
| Paul Hunter Classic (nierankingowy)       |                           |                           |                           |                           |
| 2019                                      | Barry Hawkins             | Kyren Wilson              | 4–3                       | 2019/20                   |